# Бриджес, Уильям, 7-й барон Чандос
Уильям Бриджес (англ. William Brydges; примерно 1620 — август 1676) — английский аристократ, 7-й барон Чандос с 1655 года, крупный землевладелец из Глостершира. Второй сын Грея Бриджеса, 5-го барона Чандоса, и его жены Анны Стэнли, дочери 5-го графа Дерби. Унаследовал семейные владения и титул после смерти старшего брата Джорджа. Был женат на Сьюзен Керр, но потомства не оставил, так что после его смерти наследство перешло к представителю младшей ветви рода Джеймсу Бриджесу.